# タフト・アベニュー駅
タフト・アベニュー駅（タフトアベニューえき、英語: Taft Avenue Station）またはタフト駅（タフトえき、英語 : Taft Station）は、フィリピン・マニラ首都圏のパサイにあるMRT3号線の駅｡
LRT1号線のエドゥサ駅と徒歩で乗り換え可能である。

## 駅構造
島式ホーム1面2線を有する地上駅である。

## 駅周辺

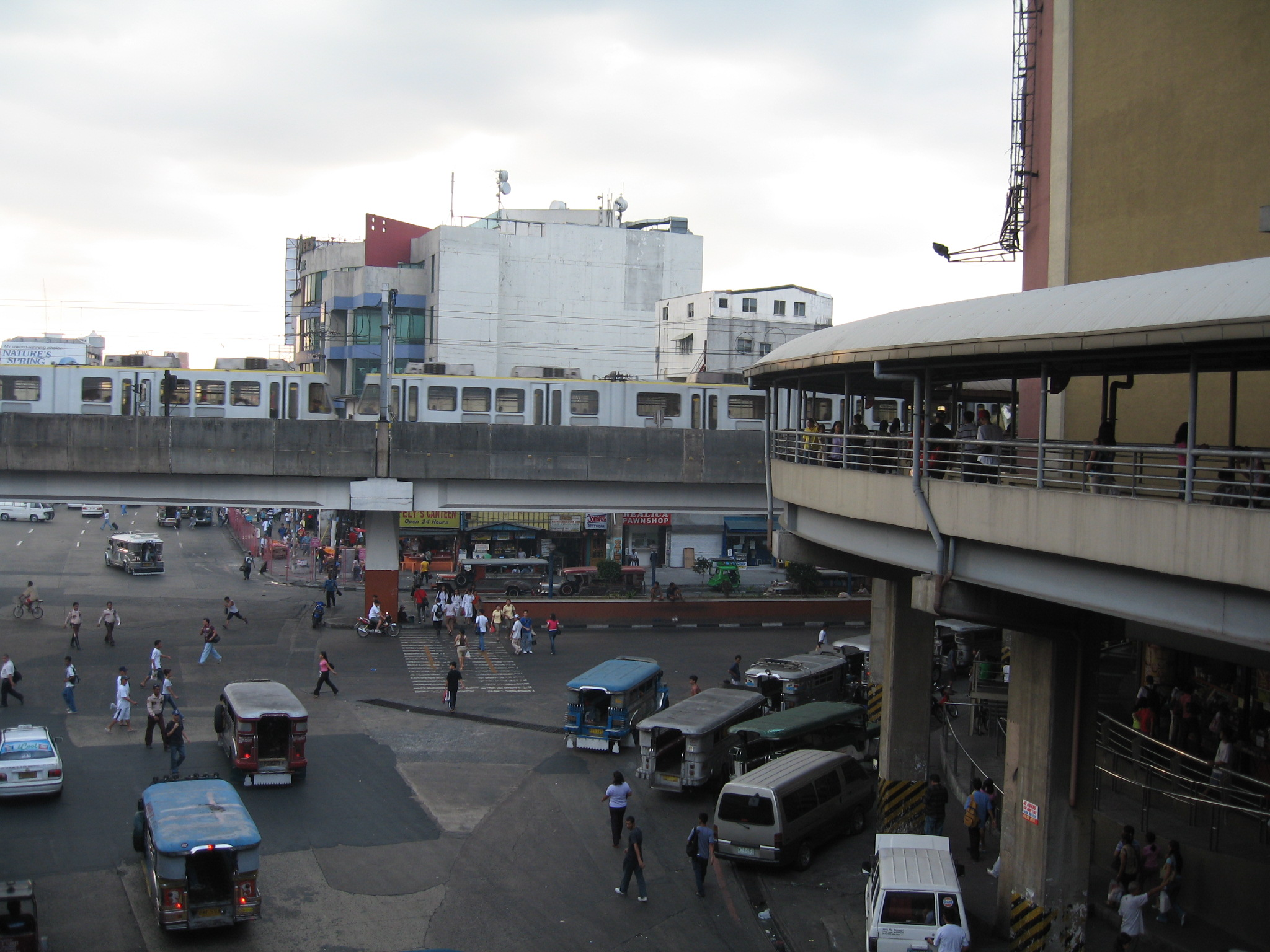
MRT3号線タフト・アベニュー駅とLRT1号線エドゥサ駅を接続する歩道橋

- マニラ・ライトレール (Manila LRT)・LRT1号線のエドゥサ駅　(EDSA Station)
- 各社の中・長距離バスターミナル
  - パルタス (Partas Bus)
  - ヴィクトリー・ライナー (Victory Liner)
  - フィルトランコ (Philtranco)
  - ファイブ・スター (Five Star)
  - ジェネシス・トランスポート (Genesis Transport)